# 극장판 헌터X헌터 : 팬텀루즈
극장판 헌터X헌터 : 팬텀루즈(劇場版 HUNTER×HUNTER 緋色の幻影)는 일본에서 제작된 사토 유조 감독의 2013년 애니메이션, 액션, 모험 영화이다. 카와시마 우미카 등이 주연으로 출연하였다.

## 출연

### 주연
- 카와시마 우미카
- 후지키 나오히토
- 한 메구미
- 이세 마리야
- 후지와라 케이지
- 사와시로 미유키
- 나미카와 다이스케

### 조연
- 우치다 나오야

## 제작진
- 원작자: 토가시 요시히로
- 프로듀서: 나카타니 토시오